# Orinoški krokodil
Orinoški krokodil je kritično ugrožena vrsta krokodila. Naseljava slatke vode Južne Amerike, posebno slijev rijeke Orinoco u Kolumbiji i Venezueli. 

## Opis
Tipične mjere za odraslu jedinku su 3-4,8 metara. Tipična težina odrasle ženke je 200 kg, a mužjaka 380 kg. Najveći primjerak, prema izvještajima upucan je iz vatrenog oružja i bio je dug 6,6 metara. To nije potvrđeno i orinoški krokodil ne prelazi duljinu od 5 metara. Može se prepoznati po relativno dugoj njuški i žućkastoj koži s tamno-smeđim prugama. Promjena boje dolazi ovisno o dobi. U svim fazama života bokovi su svjetlije boje. Često ga mješaju s američkim krokodilom, koji živi prvenstveno u ušćima rijeka. 

## Način života
Jede uglavnom ribe. Osim njih, hrani se i drugim gmazovima, vodozemcima, pticama i sisavcima. Izvješća o napadanju ovih krokodila na ljude ne postoje. O ponašanju tijekom sezone parenja nije ništa poznato.